# Sitticus montanus
Sitticus montanus là một loài nhện trong họ Salticidae.
Loài này thuộc chi Sitticus. Sitticus montanus được Kyukichi Kishida miêu tả năm 1910.